# Faycal Rherras
Faycal Rherras (* 7. April 1993 in Lüttich) ist ein belgisch-marokkanischer Fußballspieler.

## Karriere

### Verein
Faycal Rherras, der als Sohn marokkanischer Eltern im Jahr 1993 im belgischen Lüttich geboren wurde, spielte bis 2013 in der Jugend von Standard Lüttich und dem  FC Brügge. In der Saison 2013/14 spielte Rherras beim belgischen Zweitligisten CS Visé aus der Provinz Lüttich. Für den Verein spielte er 31-mal und erzielte sieben Treffer. Danach war Rherras bei VV St. Truiden unter Vertrag. In der Zweitligasaison 2014/15 gelang der Aufstieg als Tabellenerster in die Pro League. Rherras kam in der Aufstiegssaison 19 Mal zum Einsatz und schoss ein Tor. In der folgenden Erstligasaison spielte der linke Außenverteidiger in 28 Partien. Im Juni 2016 wechselte der 23-jährige Rherras zum schottischen Erstligisten Heart of Midlothian, wo er bis Mai 2017 spielte. Danach war er für KV Mechelen aktiv. Im Januar 2018 wurde er an Hibernian Edinburgh verliehen. Die Saison 2018/19 verbrachte er in Frankreich bei AS Béziers. Ab dem Sommer 2019 stand er für ein Jahr bei Qarabağ Ağdam unter Vertrag, gewann dort die nationale Meisterschaft und wechselte anschließend nach Marokko zu Mouloudia d’Oujda. Ab dem Februar 2021 stand er für knapp drei Monate bei Lewski Sofia in der efbet Liga unter Vertrag. Anschließend war Rherras fast anderthalb Jahre vereinslos, ehe ihn im August 2022 sein ehemaliger Verein CS Visé erneut unter Vertrag nahm.

### Nationalmannschaft
Rherras debütierte am 31. August 2016 in einem Freundschaftsspiel gegen Albanien (0:0) für die marokkanischen A-Nationalmannschaft. Im Januar 2017 wurde er als Ersatz für Sofiane Boufal von Trainer Hervé Renard für die Afrikameisterschaft 2017 nachnominiert, kam dort jedoch zu keinem Einsatz.

## Erfolge
- Aserbaidschanischer Meister: 2020